# ГЕС Ловер-Салмон-Фоллс
ГЕС Ловер-Салмон-Фоллс — гідроелектростанція у штаті Айдахо (Сполучені Штати Америки). Знаходячись між ГЕС Аппер-Салмон-Фолс (39 МВт, вище по течії) та ГЕС Блісс, входить до складу каскаду на річці Снейк, лівій притоці Колумбії (має устя на узбережжі Тихого океану на межі штатів Вашингтон та Орегон).
Споруджена у 1910-му та перебудована в 1949-му бетонна гребля Ловер-Салмон-Фолс має висоту 12 метрів та довжину 300 метрів. Вона утримує витягнуте по долині Снейк на 10,6 км водосховище з площею поверхні 3 км2 та об'ємом 13,4 млн м3 (корисний об'єм 5 млн м3), в якому припустиме коливання рівня між позначками 851 та 853 метри НРМ.
Введений у дію в 1949 році пригреблевий машинний зал обладнаний чотирма турбінами загальною потужністю 60 МВт, які використовують напір у 18 метрів.
Видача продукції відбувається по ЛЕП, що працює під напругою 138 кВ.